# Операція «Берізка»
Операція «Берізка» (англ. Operation Ivy Bells) — спільна операція військово-морського флоту США та агентства національної безпеки США (АНБ), метою якої було прослуховування телефонних розмов по підводному кабелю зв'язку в Охотському морі під час Холодної війни.

## Історія
Під час Холодної війни США прагнули здобути більше інформації про підводні човни СРСР та його ракетні технології, особливо про міжконтинентальні балістичні ракети та спроможність СРСР завдавання першими ядерного удару по США.
На початку 1970-х років уряд США отримав повідомлення про те, що в Охотському морі СРСР проклав підводний кабель зв'язку, який зв'язав радянську військово-морську базу в Петропавловську-Камчатському, що на півострові Камчатка, зі штабом тихоокеанського флоту СРСР в м.Владивостоці. На той час, СРСР вважав Охотське море своїм внутрішнім морем, через що іноземні судна не мали права плавати в ньому. До того ж військово-морський флот СРСР встановив мережу сонарів вздовж кордону моря, аби не дати іноземним підводним човнам змоги проникнути непоміченими в територіальні води СРСР. Попри ці перешкоди, в жовтні 1971 р. урядом США було прийнято рішення про проведення таємної розвідувальної операції. Вдале проведення операції обіцяло отримати дуже важливу інформацію про обороноздатність СРСР. Для виконання цього завдання в Охотське море був направлений спеціальний підводний човен USS Halibut (SSGN-587) на чолі з капітаном Джеймсом Бредлі. Пошук кабелю вівся на площі понад 600 тисяч км². Все ж американським аквалангістам вдалося знайти радянський кабель на глибині близько 120 метрів. Над кабелем був встановлений спеціальний пристрій, «кокон», як його назвали росіяни, який надавав змогу перехоплювати повідомлення та переговори по кабелю без фізичного втручання в оболонку кабелю. Пристрій був сконструйований таким чином, що він був повинен автоматично відділитися від кабелю, якби радянські спеціалісти почали піднімати кабель з морського дна, наприклад, для ремонту кабелю.
Щомісяця американські військові забирали плівки з записами телефонних переговорів радянських моряків та встановлювали нові плівки. Вони передавались в АНБ США, де оброблялись, та інформація з них передавалася до інших урядових агентств. Прослуховування перших плівок показало, що радянські моряки так були впевнені в тому, що ніхто не міг підслухати їх телефонні розмови, що сам телефонний сигнал передавався в незакодованому виді. Зміст розмов радянських високопосадових моряків виявився дуже важливим для розуміння змісту дій військово-морського флоту СРСР в регіоні.
Згодом вдалося встановити вдосконалене розвідувальне устаткування на лініях зв'язку СРСР в інших куточках світу, наприклад в Баренцевому морі. Обладнання було виготовлено американською компанією AT&T. В ньому використовувалась ядерне енергетичне устаткування, яке надавало змогу автономної праці розвідувального устаткування протягом року.
Операція продовжувалась до 1981, коли було стало відомо про те, що в районі розташування розвідувального пристрою з'явились радянські кораблі. США відразу відправили підводний човен USS Parche з завданням забрати пристрій, але американцям не вдалося його знайти. На основі цього керівництвом розвідки США було прийнято рішення про завершення операції через її розкриття СРСР.

## Прикриття операції
Через те, що більшість моряків, які приймали учать в таємній операції, не мали допуску до державної таємниці, тому для прикриття операції була створена «легенда» про те, що до завдання команди підводного човна входив пошук уламків та залишків радянської надзвукової корабельної ракети SS-N-12, які наче б то знаходились в Охотському морі.
Хоча це було лише прикриття таємній операції, проте американським морякам вдалось знайти понад 2 мільйони уламків радянської надзвукової корабельної ракети SS-N-12. Розміри уламків не перевищували 15 см. Знахідки були доставлені в США, де з них була зібрана ракета. Це дозволило встановити, що керування ракетою виконувалось за допомогою радара, а керування в інфрачервоному діапазоні не використовувалось. На підставі вивченого американцям вдалося створити систему контрзаходів та впровадити її на американському флоті.

## Завершення операції
Людиною, яка загубила цю таємну операцію, був Рональд Вільям Пелтон, 44-річний ветеран АНБ США, який добре володів російською мовою і був висококвліфікованим спеціалістом в галузі зв'язку. Пелтон був азартною людиною, і програв у гральні автомати. Його борг становив 65 000 доларів США. До того ж він був не задоволений своїм статусом в АНБ США. За три місяці до звільнення з АНБ, Пелтон звернувся до суду про признання його банкрутом. В січні 1980 р. Пелтон звернувся до посольства СРСР в Вашингтоні, де він запропонував свої професійні знання в обмін на гроші від КДБ.
Пелтон не передавав радянським розвідникам ніяких документів: він все розповів по пам'яті. У нього була феноменальна фотографічна пам'ять. Від представників КДБ Пелтон отримав 35 000 доларів США. В обмін він передавав все, що знав, в період с 1980 року по 1983 рік. Пелтон також розповів про операцію «Берізка», за що отримав від КДБ 5000 доларів США. Все це стало відомим лише зі зізнання самого Пелтона. Радянське керівництво не відреагувало на цю інформацію.
В липні 1985 року до США втік полковник КДБ Віталій Юрченко, який був зв'язним Пелтона в Вашингтонi. Юрченко розповів американцям про Пелтона, якого згодом було заарештовано. Лише після цього радянське керівництво вирішило перевірити інформацію Пелтона про операцію «Берізка». СРСР вдалося знайти пристрій американців. Згодом його виставили в одному з музеїв в Москві.
Після арешту Пелтон швидко зізнався в зраді та шпигунстві на користь СРСР. В 1986 році його було засуджено на довічне ув'язнення. Зараз Пелтон відбуває три довічних ув'язнення, проте його дострокове звільнення заплановано на 2015 рік